# Pobol y Cwm
Pobol y Cwm (Dalens folk) är en walesisk TV-såpopera som har producerats av BBC sedan 1974. Den sänds fem dagar i veckan (med en ”omnibusupplaga” på söndagar) på den kymriskspråkiga tv-kanalen S4C.